# 故里やよい
故里 やよい（ふるさと やよい、1935年1月1日  - ）は、日本の俳優。本名：郷 和子。東京市生まれ。立正学園中学校卒業。旧芸名は故里 弥生、明石 博子。
松竹歌劇団6期生を経て、1957年、東映に入社。

## 出演
- 早春二重奏（- 西澤美位子
- 父帰る（1952年）- たね子
- 十九の春（1956年）- 姉・糸子
- 多羅尾伴内 十三の魔王（- 高原ユリ
- 乱撃の七番街（- リカ
- 緋ざくら大名（- お松
- 江戸の花笠（- おちか
- 非常線（- 菊池夏子
- 不敵なる反抗（- 小林みどり
- 空中サーカス 嵐を呼ぶ猛獣（1958年）- 政代
- 今は名もない男だが（- 園まゆみ
- 夜霧の南京街（- 津村美奈子
- 黒い指の男（1959年）- 深見あつ子
- 特ダネ三十時間 第三の女（- 鎌田チエ
- 特ダネ三十時間 深夜の挑戦（- 松本芳江
- 紅顔の密使（- 夜叉姫
- 埠頭の縄張り（- あさみ
- べらんめえ探偵娘（- 羽田らん子
- 特ダネ三十時間 拾った牝豹 午前零時の顔（- 小森奈々子
- 拳銃を磨く男（- 小太刀涼子
- 拳銃を磨く男 あの女を探せ（- とし子
- 天下の快男児 万年太郎（1960年）- 大野蘭子
- 特ダネ三十時間 白昼の脅迫 女の牙（- 花村冴子
- 拳銃を磨く男 呪われた顔（- 順子
- ボス表へ出ろ（- 原田里美
- 第三の疑惑（- 梨枝
- 東から来た流れ者（- ミサ
- にっぽんGメン 摩天楼の狼（- 深見千鶴
- 野獣の眼（- 久永加代
- 十七才の逆襲 俺は昨日の俺じゃない（1960年）- 西田令子
- 第三次世界大戦 四十一時間の恐怖（1960年）- 沢本静子
- 不良少女（1960年）- 梨枝子
- 男ならやってみろ（- 飲屋の女将
- 赤い影の男/高速三号線を張れ（- さえ子、川添良子
- 不敵なる脱出（- 大竹久子
- 無鉄砲社員（- みゆき
- 逆襲の街（- 古河百合枝
- 風来坊探偵シリーズ（1961年）
  - 風来坊探偵 赤い谷の惨劇 - 踏絵
  - 風来坊探偵 岬を渡る黒い風 - 羽鳥紫都子
- 飛ばせ特急便 魔の十八号線（- 京子
- 霧と影（- 津野鳥枝、杉山怜子
- 黄色い風土（1961年）- 島内婦
- 風の野郎と二人づれ（- マダム明美
- 東京パトロール 終列車の少年（- 麻生房江
- 湖畔の人（- 深井比佐子
- 黄門社長漫遊記（- 茨常子
- 八月十五日の動乱（1962年）- 川上雪子
- こまどりのりんごっ子姉妹（1963年）- 信子
- 特別機動捜査隊シリーズ（1963年）
  - 特別機動捜査隊 - 藤井美津子
  - 特別機動捜査隊 東京駅に張り込め - 合原京子
- 白い熱球（1963年）- 平井ナミ子